# هیپواوریسمی
هیپواوریسمی (انگلیسی: Hypouricemia) به معنی سطحی از اسید اوریک در سرم خون است که کمتر از حد طبیعی است. در انسان، محدوده طبیعی این جزء خونی دارای آستانه پایین‌تری در محدوده ۲ میلی‌گرم در دسی‌لیتر تا ۴ میلی‌گرم در دسی‌لیتر است، در حالی که آستانه بالایی برای زنان ۵۳۰ میکرومول در لیتر (۶ میلی‌گرم در دسی‌لیتر) و ۶۱۹ میکرومول است. /L (۷ mg/dL) برای مردان.  هیپواوریسمی معمولاً خوش خیم است و گاهی اوقات نشانه یک وضعیت پزشکی است.

## پیامدها
اگرچه به طور معمول خوش خیم است، هیپواوریسمی ایدیوپاتیک کلیه ممکن است خطر نارسایی حاد کلیه ناشی از ورزش را افزایش دهد. همچنین شواهدی وجود دارد که نشان می‌دهد هیپواوریسمی می‌تواند شرایطی مانند آرتریت روماتوئید را بدتر کند، به‌ویژه هنگامی که با جذب کم ویتامین C همراه باشد، به دلیل آسیب رادیکال‌های آزاد.